# Kleszczewo (Wieliczki)
Kleszczewo (deutsch Kleszöwen, 1936 bis 1938 Kleschöwen, 1938 bis 1945 Kleschen) ist ein Dorf in der polnischen Woiwodschaft Ermland-Masuren, die zur Landgemeinde Wieliczki (Wielitzken, 1938 bis 1945 Wallenrode) im Powiat Olecki (Kreis Oletzko, 1933 bis 1945 Kreis Treuburg) gehört.

## Geographische Lage
Kleszczewo liegt am Flüsschen Lega im Osten der Woiwodschaft Ermland-Masuren, 13 Kilometer südlich der Kreisstadt Olecko (Marggrabowa, umgangssprachlich auch Oletzko, 1928 bis 1945 Treuburg).

## Geschichte
Gegründet wurde Clöschtzewa (nach 1785 Klesczöwen, bis 1936 Kleszöwen genannt) im Jahre 1488. 
Von 1874 bis 1945 war das Dorf in den Amtsbezirk Nordenthal (polnisch Nory) eingegliedert, der – 1938 in der Schreibweise in „Amtsbezirk Nordental“ verändert – zum Kreis Oletzko (1933 bis 1945: Kreis Treuburg) im Regierungsbezirk Gumbinnen der preußischen Provinz Ostpreußen gehörte.
450 Einwohner verzeichnete Kleszöwen im Jahr 1910. Ihre Zahl stieg bis 1933 auf 464 und belief sich 1939 noch auf 429.
Aufgrund der Bestimmungen des Versailler Vertrags stimmte die Bevölkerung im Abstimmungsgebiet Allenstein, zu dem Kleszöwen gehörte, am 11. Juli 1920 über die weitere staatliche Zugehörigkeit zu Ostpreußen (und damit zu Deutschland) oder den Anschluss an Polen ab. In Kleszöwen stimmten 360 Einwohner für den Verbleib bei Ostpreußen, auf Polen entfiel eine Stimme.
Am 17. September 1936 änderte man die Schreibweise des Ortsnamens in „Kleschöwen“, bis man am 3. Juni 1938 das Dorf aus politisch-ideologischen Gründen der Abwehr fremdländisch klingender Ortsnamen in „Kleschen“ umbenannte.
Im Jahre 1945 kam das Dorf in Kriegsfolge mit dem gesamten südlichen Ostpreußen zu Polen und erhielt die polnische Namensform „Kleszczewo“. Heute ist es Sitz eines Schulzenamtes (polnisch sołectwo) und somit eine Ortschaft im Verbund der Gmina Wieliczki (Wielitzken, 1938 bis 1945 Wallenrode) im Powiat Olecki (Kreis Oletzko, 1933 bis 1945 Kreis Treuburg), bis 1998 der Woiwodschaft Suwałki, seither der Woiwodschaft Ermland-Masuren zugehörig.

## Religionen
Bis 1945 war  Kleszöwen resp. Kleschöwen/Kleschen in die evangelische Kirche Wielitzken in der Kirchenprovinz Ostpreußen der Kirche der Altpreußischen Union sowie in die katholische Pfarrkirche Marggrabowa (Treuburg) im Bistum Ermland eingepfarrt.
Heute gehört Kleszczewo zur katholischen Pfarrei Wieliczki, die in Kleszczweo selbst eine Kapelle (polnisch kaplica) unterhält. Sie ist eingegliedert in das Bistum Ełk der Römisch-katholischen Kirche in Polen.
Hier lebende evangelische Kirchenglieder orientieren sich zu den Kirchen in Ełk (Lyck) bzw. Suwałki in der Diözese Masuren der Evangelisch-Augsburgischen Kirche in Polen.

## Verkehr
Kleszczewo liegt an einer Nebenstraße, die Wieliczki an der Woiwodschaftsstraße DW 655 über Nory (Nordenthal, 1938 bis 1945 Nordental) und Guty (Gutten) mit Wysokie (Wyssocken, 1938 bis 1945 Waltershöhe) an der Landesstraße DK 16 verbindet. Außerdem führt eine Nebenstraße von Puchówka (Puchowken, 1929 bis 1945 Wiesenfelde) direkt in den Ort. Eine Bahnanbindung besteht nicht.